# Manuel Alberto Freire de Andrade y Armijo
Manuel Alberto Freire de Andrade y Armijo, I marquès de San Marcial (Carmona, província de Sevilla, 4 de novembre de 1767 – Madrid, 7 de març de 1835), va ser un oficial de cavalleria espanyol durant la guerra del francès.

## Biografia
Va néixer a Carmona (Sevilla), fill d'un oficial de cavalleria gallec, Francisco Freire de Andrade, i la seva esposa andalusa Josefa Armijo y Bravo (de Carmona). Es va unir al Regiment de Cavalleria Alcántara del seu pare amb només 17 anys, i l'1 de gener 1780 ascendí a cadet ordinari. Va participar en la seva primera batalla el 15 de maig de 1793, contra els revolucionaris francesos en la Guerra Gran durant la batalla del Masdéu. Freire va passar els següents dos anys al Rosselló i Catalunya, durant l'última acció de la guerra quan les forces espanyoles van recuperar Puigcerdà i Bellver de Cerdanya (després que fos signat el tractat de pau). Freire va rebre nombroses promocions durant la guerra, subtinent el 10 d'octubre de 1793, tinent el 20 de desembre, ayundante el 13 de desembre de 1793, capità el 18 de febrer de 1794, i capità de cavalleria el 28 de juliol de 1795. Després de la guerra Freire fou promogut a sergent major i a comandant d'esquadró el 4 d'abril de 1801. Més tard va participar en la Guerra de les Taronges contra Portugal a Arronches, abans de ser assignar com a instructor a Mallorca.

## Guerra del Francès
Freire es va unir als rebels contra les tropes napoleòniques i el 15 de setembre de 1807 va prendre el comandament com a coronel d'un regiment de voluntaris de cavalleria a Madrid. L'any següent va combatre a Extremadura i el 2 de març de 1809 fou ascendit a brigadier després de la Campanya de la Manxa i a mariscal de camp després de la batalla de Talavera. El 10 de gener de 1810 fou nomenat comandant de cavalleria de les forces combinades del Tercer Exèrcit. Va escriure un manual de revista de tàctiques de cavalleria, publicat a Múrcia en 1813.
Després de lluitar contra els francesos a Múrcia, Granada i València (1810-1812) fou ascendit a general i va succeir Francisco Javier Castaños en el comandament del Quart Exèrcit, o Exèrcit de Galícia el 12 d'agost de 1813. El seu cos va derrotar Soult a la batalla de San Marcial el 31 d'agost de 1813, per la que fou guardonat amb la Creu Llorejada de Sant Ferran. En la batalla del Bidasoa el 7 d'octubre Freire va portar les divisions dels generals Del Barco i Barcena a través del riu per capturar les posicions franceses a Mont Calvaire. Freire també va participar en la batalla de Nivelle el 10 de novembre. Va lluitar amb "notable gallardia" a la batalla de Tolosa de 1814, quan les seves dues divisions foren destrossades desesperadament en la lluita pels reductes francesos de Mont Rave.
El 7d'octubre de 1814 es va casar amb Beatriz Abbad y Alfaro, una vídua de 33 anys d'un oficial company seu. Van tenir dos fills, Manuel (qui va morir poc després del seu pare) i José (qui va succeir el seu pare en el títol de Marquès de San Marcial, obtingut poc abans de la seva mort).
Després de la guerra Freire va continuar la seva carrera militar, i fins i tot fou breument Ministre de Guerra el maig de 1815. En 1818 va escriure amb tres altres oficials Informe sobre la mejora y aumento de la cría de caballos, dado al Supremo Consejo de Guerra. En 1820 va publicar dos llibres més sobre la seva conducta després de la guerra a Andalusia i Cadis.